# 山姆·艾德
塞穆爾·艾德（1866年10月29日—1940年6月21日）是一名挪威工程師和企業家。他是挪威海德魯公司和埃肯公司的創辦人。

## 個人生活
艾德出生於挪威東阿格德爾阿倫達爾。他是船主塞繆爾·艾德（Samuel Eyde）和妻子埃利納·克里斯蒂娜·阿瑪莉·斯特凡森（Elina Christine Amalie Stephansen）的兒子。他是老阿爾夫·斯科特-漢森的嫡親表兄。
1895年8月，他與烏拉·莫爾納（Ulla Mörner）結婚，但婚姻於1912年解除。1913年2月，他與女演員艾莉·西蒙森（Elly Simonsen）結婚。

## 職業生涯
艾德於1891年畢業於柏林大學工程學。他在漢堡開始自己的職業生涯，為鐵路部門規劃新的路線、橋樑和車站。1897年，他與漢堡的前老闆一起創辦Gleim & Eyde工程公司。很快，他在克里斯蒂安尼亞（今奧斯陸）和斯德哥爾摩設立辦事處。到世紀之交，該公司已成為斯堪地納維亞最大的公司之一，擁有約30名工程師。

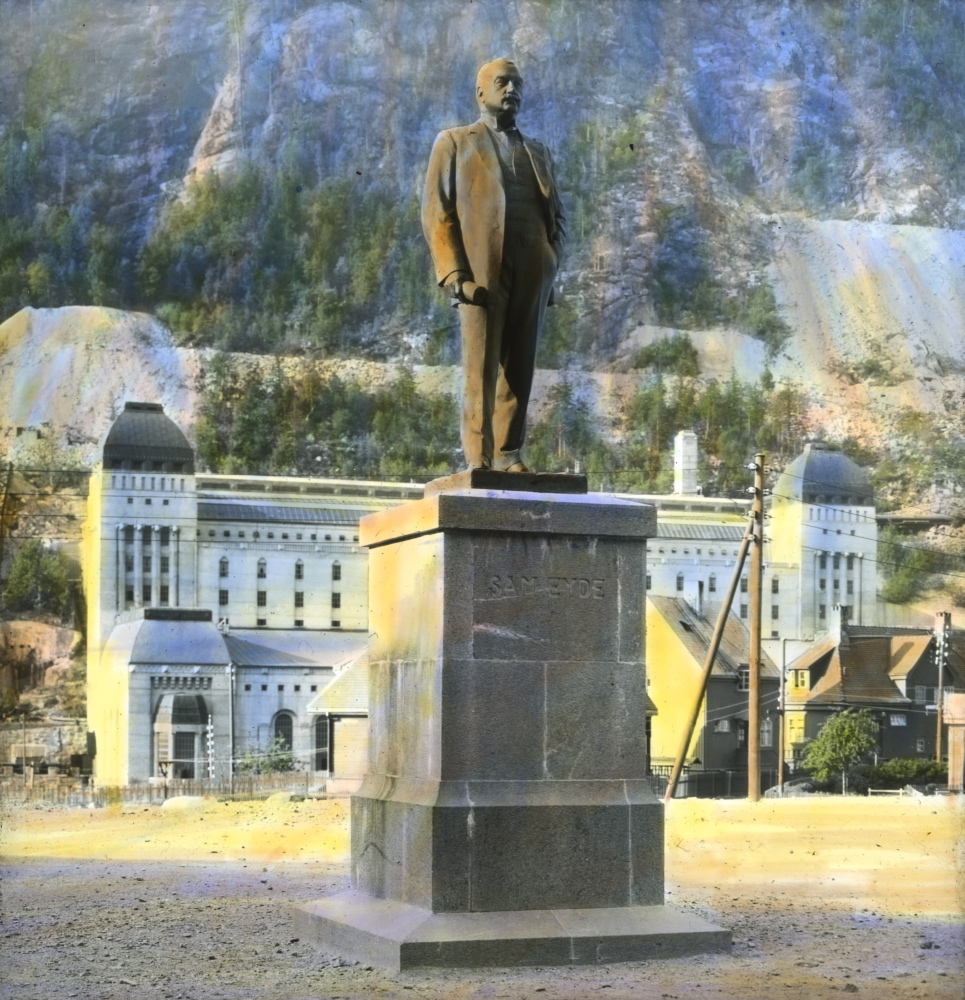
貢納爾·烏松德（Gunnar Utsond）創作的山姆·艾德雕像，於1920年在留坎揭幕。

1902年，艾德獲得泰勒馬克郡留坎瀑布的控制權。他也擁有阿倫達爾和諾托登瀑布的權利。艾德計劃將水力發電用於工業目的。1905年，留坎瀑布為硝酸鉀生產提供水力發電。這促使留坎發展成為工業中心。1912年，艾德公司參與開發位於艾德哈芬的阿倫達爾冶煉廠（Arendal Smelteverk），用於生產碳化矽。該廠現已成為挪威菲文公司（Fiven ASA）的一部分，也是世界上歷史最悠久的碳化矽生產廠之一。
1903年，艾德會見了克里斯蒂安·伯克蘭，他是一名科學家、發明家和克里斯蒂安娜大學的物理學教授。伯克蘭當時正在研發電弧，而艾德最近買下泰勒馬克郡幾個瀑布的使用權。他們同意合作開發電火焰。這使得艾德與他在瑞典遇到的華倫堡家族成員一起成立Det Norske Aktieselskap for Eletrokemisk Industri公司（即今天的埃肯公司）。諾托登工廠於1905年5月2日開業。
1905年，他成立Norsk Hydro-Elektrisk Kvælstofaktieselskab（即現在的挪威海德魯）。艾德一直擔任兩家公司的總經理。他一直擔任挪威海德魯公司的總經理，直到 1917年。他在董事會任職至1925年，並獲得為期10年的25萬克朗報酬和終身的10萬克朗報酬。
1918年至1920年間，他曾任挪威議會議員。1920年，艾德被任命為挪威駐美國大使。

## 延伸閱讀
- Grimnes, Ole Kristian (2001) Sam Eyde: den grenseløse gründer (Oslo: Aschehoug) ISBN 82-03-22644-2

## 外部連結
- Norsk Hydro ASA website （页面存档备份，存于）
- Elkem AS website （页面存档备份，存于）

| 商界職務        | 商界職務                       | 商界職務             |
| --------------- | ------------------------------ | -------------------- |
| 前任： 職務建立 | 挪威海德魯總經理 1905年—1917年 | 繼任： 哈拉爾·比爾克 |